# 第十七季超級籃球聯賽外籍球員選秀會
2019年第17季SBL超級籃球聯賽外籍球員選秀會為超級籃球聯賽（SBL）在第17季SBL開打之前舉辦的第1屆外籍球員選秀會，於2019年10月15日舉行。本屆外籍球員選秀會共有17人參與，最終有2人獲選，由Franklin Session成為選秀狀元。

## 選秀結果
| →      | 順序一 | 順序二           | 順序三 | 順序四 | 順序五           |
| [ 2 ]  | 臺銀   | 九太             | 裕隆   | 璞園   | 台啤             |
| ------ | ------ | ---------------- | ------ | ------ | ---------------- |
| 第一輪 | 放棄   | Franklin Session | 放棄   | 放棄   | Kentrell Barkley |
| 第二輪 | 不適用 | 放棄             | 不適用 | 不適用 | 放棄             |

## 測試會
測試會由帕克擔任總教練，測試會於2019年10月14日與15日選秀會當天上午舉行。Jordan Adams、Ivan Johnson與Earnest Ross有報名選秀的三人並未抵臺，帕克另外邀請大專籃球聯賽（UBA）外籍球員聶歐瑪參與測試會。10月15日上午舉行5對5分組對抗賽，由參與測試會的17位球員和聶歐瑪分成黑白兩隊，最終黑隊在延長賽以93比90擊退白隊。

## 選秀報名
2019年9月26日，中華民國籃球協會公布20人名單：
- Franklin Session（英语：Franklin Session）
- Isaac Asrat
- Jarvis Summers（英语：Jarvis Summers）
- Keyron Sheard
- Jorge Gutiérrez（英语：Jorge Gutiérrez (basketball)）
- Julian Jacobs（英语：Julian Jacobs (basketball)）
- Zach Lofton（英语：Zach Lofton）
- Jordan Adams（英语：Jordan Adams (basketball, born 1994)）
- Scootie Randall（英语：Scootie Randall）
- DeAndre Daniels（英语：DeAndre Daniels）
- Cedric Simmons
- Donte Greene
- Terrence Jennings（義大利語：Terrence Jennings）
- Curtis Washington（英语：Curtis Washington）
- Ryan Anderson（英语：Ryan Anderson (basketball, born 1992)）
- Lester Prosper
- Adrian Forbes（義大利語：Adrian Forbes）
- James Southerland（英语：James Southerland）
- Alex Stepheson（英语：Alex Stepheson）
- Jerome Jordan

2019年10月9日，中華民國籃球協會公布最終20人名單，因原先9月26日公布的名單中部分球員已與其他聯賽球隊簽署合約，因此中華民國籃球協會替換部分球員：
- Franklin Session（英语：Franklin Session）
- Isaac Asrat
- Jarvis Summers（英语：Jarvis Summers）
- Keyron Sheard
- Marlon Hunter
- Julian Jacobs（英语：Julian Jacobs (basketball)）
- Zach Lofton（英语：Zach Lofton）
- Michael Ojo（英语：Michael Ojo (basketball, born 1989)）
- Jordan Adams（英语：Jordan Adams (basketball, born 1994)）
- Kentrell Barkley
- Scootie Randall（英语：Scootie Randall）
- Earnest Ross
- Dijon Thompson（英语：Dijon Thompson）
- Markhuri Sanders-Frison（英语：Markhuri Sanders-Frison）
- Ivan Johnson
- Curtis Washington（英语：Curtis Washington）
- Ryan Anderson（英语：Ryan Anderson (basketball, born 1992)）
- Adrian Forbes（義大利語：Adrian Forbes）
- James Southerland（英语：James Southerland）
- Malik Martin

2019年10月15日，選秀會當天主持人介紹進場的17名球員：
- Franklin Session（英语：Franklin Session）
- Isaac Asrat
- Jarvis Summers（英语：Jarvis Summers）
- Marlon Hunter
- Julian Jacobs（英语：Julian Jacobs (basketball)）
- Zach Lofton（英语：Zach Lofton）
- Michael Ojo（英语：Michael Ojo (basketball, born 1989)）
- Keyron Sheard
- Kentrell Barkley
- Dijon Thompson（英语：Dijon Thompson）
- Brian Williams
- Scootie Randall（英语：Scootie Randall）
- Ryan Anderson（英语：Ryan Anderson (basketball, born 1992)）
- Adrian Forbes（義大利語：Adrian Forbes）
- Malik Martin
- Curtis Washington（英语：Curtis Washington）
- James Southerland（英语：James Southerland）

## 外部連結
- YouTube上的第17季SBL超級籃球聯賽 - 外籍球員選秀會 -